# دنیس سویتیوخا
دنیس سویتیوخا (اوکراینی: Денис Олександрович Світюха؛ زادهٔ ۸ فوریهٔ ۲۰۰۲) بازیکن فوتبال اهل اوکراین است.